# 伊根町立伊根中学校
伊根町立伊根中学校（いねちょうりついねちゅうがっこう）は京都府与謝郡伊根町にある公立中学校。略称は「伊根中」。

## 沿革

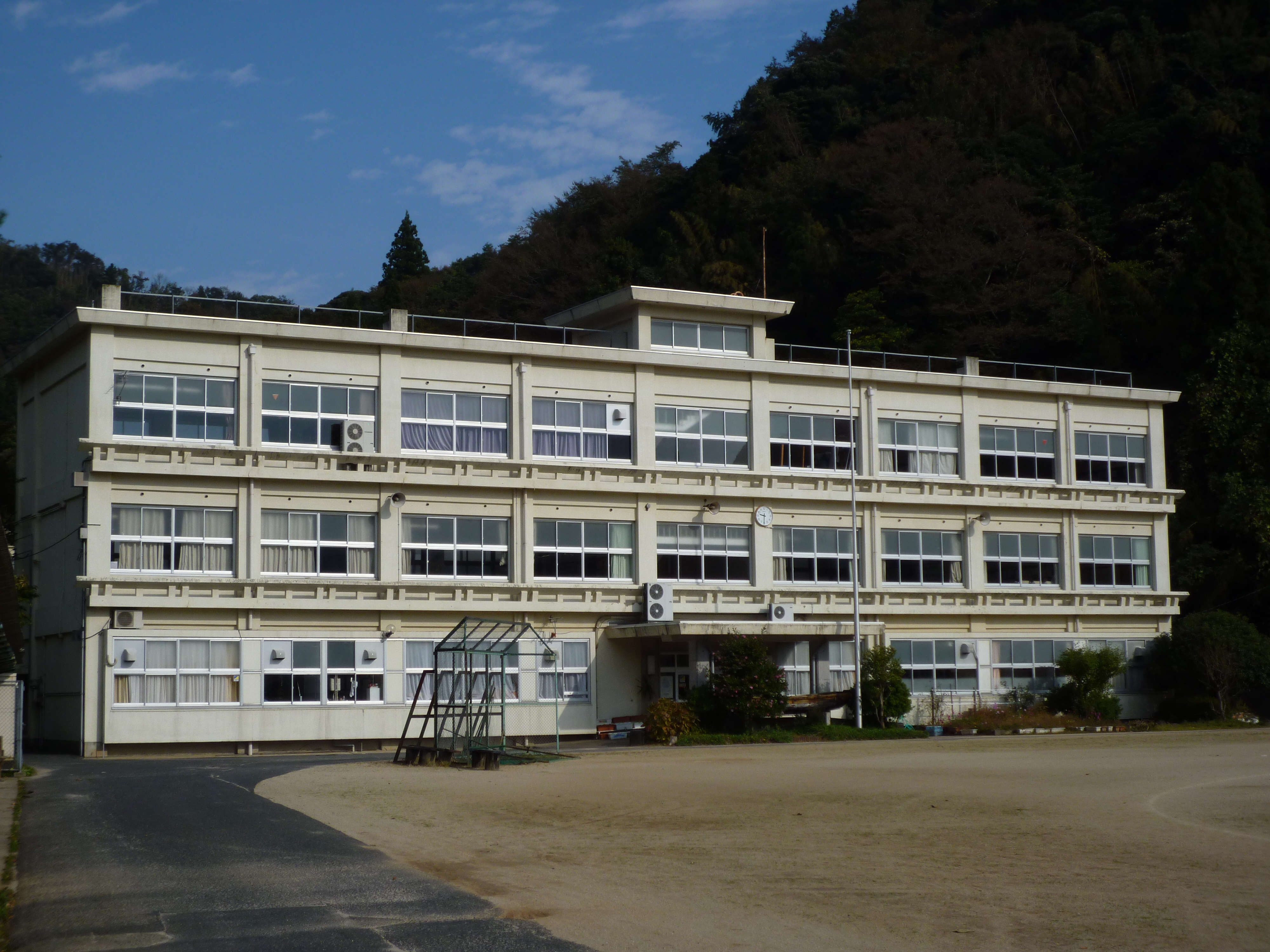
2009年の校舎外観

- 1947年（昭和22年）4月30日 - 「伊根村立伊根中学校」創立。
- 1949年（昭和24年）4月1日 - 伊根・本庄・筒川・養老の各中学校を統合し、「六ヶ村組合立橋北中学校伊根校舎」に改称。
- 1955年（昭和30年）4月1日 - 「組合立伊根中学校」より「伊根町立伊根中学校」に改称。
- 1957年（昭和32年）11月2日 - 創立10周年記念式典、校歌 - ウェイバックマシン（2016年3月4日アーカイブ分）が決定される。
- 1965年（昭和40年）4月1日 - 本庄分校が独立し、本庄中学校と改称する。
- 1966年（昭和41年）4月25日 - 完全給食実施。
- 1982年（昭和57年）10月4日 - ナイター施設完備。
- 2007年（平成19年）4月1日 - 「京の子ども、夢・未来校（学力向上公募校）」の指定を受ける。
- 2008年（平成20年）12月4日 - 書家の俵越山が来校し、特別授業を実施。2009年（平成21年）1月、関西テレビ☆京都チャンネル制作、関西テレビ放送の「嗚呼!越山先生」で授業の模様が放送される。
- 2014年（平成26年）4月 - 生徒数減少により、伊根町立本庄中学校と統合。

## 所在地
- 〒626-0423 京都府与謝郡伊根町字平田430番地

## 校区
伊根町立伊根小学校 （旧 伊根町立朝妻小学校区含む）
| - 亀島 - 高梨 - 立石 - 耳鼻 - 亀山 - 平田 - 日出 | - 大原 - 六万部 - 峠 - 泊 - 新井 - 井室 - 畑谷 |

上記に加え、2014年度から旧伊根町立本庄小学校区を含む。

## 周辺
重要伝統的建造物群保存地区（重伝建）選定区域である。
- 道の駅舟屋の里 伊根
- 伊根の舟屋
- 伊根町立伊根小学校
- 伊根漁港
- 伊根湾
- 国道178号

## 教育目標
知・徳・体の調和のとれた発達を図ることをめざし、地域の特性を生かした教育活動の充実に努め、地域に開かれた学校づくりを推進する。
- 自ら考え判断する確かな学力を身につけた生徒の育成
【自ら考え、しっかり学習しよう】
- 他人を思いやる心を持った生徒の育成
【思いやりの心を大切にしよう】
- たくましい心と体を持った生徒の育成
【たくましい心と体をつくろう】

## 学校行事
| - 4月 - 離任式 - 始業式 - 入学式 - 新入生歓迎オリエンテーション - 写生会 - 蕗つみ - 生徒総会 - 5月 - 若丹バレー - 朝日野球 - 模擬テスト（3年） - 中間テスト - 6月 - 四校陸上 - 一斉体験学習 - 魚料理体験 - 職場体験 - 高校見学 - 模擬テスト（3年） - 定置網体験（2年） - 7月 - 期末テスト - 終業式 - 与謝総体 - 丹ブロ総体 - 福祉体験 - 府総体 - 8月 - 学習合宿（3年） - 資源回収 - 与謝陸上 - 9月 - 始業式 - 模擬テスト（3年） - 体育祭 | - 10月 - 文化祭 - 区民運動会 - 中間テスト - 丹ブロ駅伝 - 生徒会改選 - 音楽フェスティバル - 新人総体 - 11月 - 伊根町一周駅伝 - 生徒総会 - 伊根町フィールドワーク（1年） - 修学旅行（2年） - 期末テスト - 12月 - 人権教育 - 終業式 - 1月 - 始業式 - 模擬テスト（3年） - 百人一首大会 - 中間テスト - 2月 - 私立入試 - パネルディスカッション（2年） - 3月 - 期末テスト - 公立一般入試 - 3年クリーン作戦 - 生徒総会・お別れ球技会 - 卒業式 - 修了式 |

## 校舎
- 本館
  - 1階 - 保健室、校長室、職員室、教育相談室
  - 2階 - 特別支援教室、2組教室、1年教室、2年教室、3年教室
  - 3階 - 美術室、生徒会室、コンピュータ（PC）室、図書室
- 別館
  - 1階 - 技術室、調理実習室、給食室
  - 2階 - 音楽室、理科室、家庭科室
- 体育館

## 特色
- 地域に根ざした取り組みが多くあり、1年生は魚料理体験、2年生は職場体験や定置網体験、3年生は高校見学等がある。
- 毎年9月頃に体育祭、10月頃に文化祭がある。
- 2年生は毎年11月頃に修学旅行がある（3泊4日、行き先は主に東京方面）。
- 主な進路は公立で京都府立宮津天橋高等学校宮津校舎（旧宮津高等学校）、加悦谷校舎（旧加悦谷高等学校）、海洋高等学校、私立で京都暁星高等学校等がある。

## 生徒会

### 組織図
```
　　　
　　　　　　┏学級委員会━学級会・班長会
　　　　　　┃
　　　　　　┃　　　　　┏文化学習委員会　
　　　　　　┣専門委員会╋健康体育委員会　　　　　　　　　　　
　　　　　　┃　　　　　┣環境美化委員会
　　　　　　┃　　　　　┗生活安全委員会
　　　　　　┃　　　　　　
生徒会本部━┫　　　　　┏野球部
　　　　　　┣クラブ長会╋バスケットボール部
　　　　　　┃　　　　　┣バレーボール部
　　　　　　┃　　　　　┗卓球部
　　　　　　┃
　　　　　　┃　　　┏亀山・耳鼻・立石・東平田　　　　　　　　　　　　
　　　　　　┗自治会╋西平田・高梨・日出　　　
　　　　　　　　　　┣六万部・井室・泊・峠
　　　　　　　　　　┗新井・大原
```

### 生徒会本部
役職
- 会長（1名）
- 副会長（1名）
- 議長（2名）
- 書記（1名）
- 会計（1名）

生徒会活動
- 生徒総会 - 1年間に、年度前期（4月）、年度後期（10月）（本部役員選挙、交代）、年度末（3月）の3回実施
- 資源回収 - 伊根中学校PTAと共催
- 体育祭 - 健康体育委員会を中心に体育祭実行委員会を組織、伊根中学校PTAと共催
- 文化祭 - 文化学習委員会を中心に文化祭実行委員会を組織

スローガン
- 2006年 - 2007年（平成18年 - 19年）：「信頼しあえる仲間」
- 2007年 - 2008年（平成19年 - 20年）：「優しい心・高め合える友 〜心友〜」
- 2008年 - 2009年（平成20年 - 21年）：「Positive & Power」
- 2009年 - 2010年（平成21年 - 22年）：「Try Heart」
- 2010年 - 2011年（平成22年 - 23年）：「Smile 〜いつも笑顔で〜」

### 専門委員会
- 文化・学習委員会
- 健康・体育委員会
- 環境・美化委員会
- 生活・安全委員会

## 部活動
- 部名欄等の背景色が■である部分は休部中であることを示す。
- 現在2つの部が活動しており、男女別。文化系の部は無し。
- ソフトボール部、バスケットボール部、卓球部は休部。

| 男女 | 部名               | 大会成績など                                                              | 備考                                                                  |
| ---- | ------------------ | ------------------------------------------------------------------------- | --------------------------------------------------------------------- |
| 男子 | 野球部             | - 平成20年度与謝地方中学校新人総体（軟式野球の部） 準優勝 - 朝日野球 優勝 | ユニフォーム表記は縦に「伊根」                                        |
| 男子 | バスケットボール部 |                                                                           | 所属部員数減少のため2010年夏を以て休部                                |
| 女子 | バレーボール部     | - 平成21年度与謝地方中学校新人総体 3位                                    |                                                                       |
| 女子 | ソフトボール部     |                                                                           | 所属部員数減少のため2009年夏を以て休部                                |
| 女子 | 卓球部             |                                                                           | ソフトボール部休部のため2009年に新設 増員が無いため2010年夏を以て休部 |

## 校区が隣接している学校
- 与謝野町宮津市中学校組合立橋立中学校
- 京丹後市立弥栄中学校
- 京丹後市立丹後中学校